# Neocorynura discolorata
Neocorynura discolorata är en biart som beskrevs av Smith-pardo 2005. Neocorynura discolorata ingår i släktet Neocorynura och familjen vägbin. Inga underarter finns listade i Catalogue of Life.